# Petite Éroesse
Neomixis tenella
Espèce
Statut de conservation UICN

 LC  : Préoccupation mineure
La Petite Éroesse (Neomixis tenella) est une espèce d'oiseaux de la famille des Cisticolidae.

## Répartition
Cet oiseau est endémique de Madagascar.